# Mauno Jokipii
Mauno Jokipii (Helsinki, 1924. augusztus 21. – Jyväskylä, 2007. január 2.) a Jyväskyläi Egyetem történelemtanára, kutatási területe a második világháború volt. Alapos kutatásokat végzett, termékeny írói pályafutást hagyott maga mögött. Munkái között találhatóak a helyi történettel, és az egyetem történetével kapcsolatos írások is.
Jokipii a Helsinki Egyetemen tanult (1952 – 1959), s már tanulmányai alatt elkezdett publikálni (1954). Doktori címét 1957-ben szerezte meg. 1960 és 1966 között a Történelmi Nyelvészet részleg vezetője volt.
Bár ezt megelőzően is számos könyvét lefordították, mégis az SS finnországi tevékenységéről írt 900 oldalas könyvével robbant be a szakmai köztudatba. Ez új fejezetet nyitott a második világháború katonai cselekményeinek történelmi kutatásában. Ezzel a könyvével a világszínvonalú professzorok közé emelkedett, s teljesen új alapokra helyezte a 40-es évekbeli finn-német kapcsolatok kutatását és megítélését.